# Kinda Kinks
Kinda Kinks is een album van de Britse rockband The Kinks uit 1965. De Amerikaanse versie van het album heeft Set Me Free in plaats van Tired Of Waiting For You op de tracklist staan. In 1998 werd het album opnieuw uitgebracht, met een bonus-cd met elf aanvullende tracks, waaronder de demoversie van Ray Davies' "I Go to Sleep".

## Tracks
- "Look for Me Baby"
- "Got My Feet on the Ground"
- "Nothin' in the World Can Stop Me Worryin' 'Bout That Girl"
- "Naggin' Woman"
- "Wonder Where My Baby Is Tonight"
- "Tired of Waiting for You"
- "Dancing in the Street"
- "Don't Ever Change"
- "Come On Now"
- "So Long"
- "You Shouldn't Be Sad"
- "Something Better Beginning"

Opnamen: augustus 1964 t/m februari 1965.
Mick Avory · Dave Davies · Ray Davies

John Dalton · Gordon Edwards · Ian Gibbons · John Gosling · Bob Henrit · Andy Pyle · Pete Quaife · Jim Rodford